# Amalia Schütz Oldosi
Pour les articles homonymes, voir Schütz.
Répertoire
- Cordelia (de)
- Elena dans La donna del lago

Scènes principales
- Wiener Hofoper

Amalie Schütz, de son nom de scène Amalia Schütz Oldosi (née le 22 janvier 1803 à Vienne (Autriche), décédée le 21 septembre 1852 à Baden près de Vienne), est une soprano autrichienne qui s'est produite au XIXe siècle en Autriche, en France, en Angleterre et en Italie.

## Biographie
Fille du peintre viennois Joseph Holdhaus, elle reçoit sa formation à Vienne auprès d'Antonio Salieri et de Giuseppe Tomaselli (de). Elle débute en 1821 au Theater an der Wien, où elle chante des rôles de Rossini comme soprano ou mezzo-soprano. Elle avait épousé en 1820 le baryton Joseph Schütz (de), également engagé par ce théâtre.
En 1822–1823, elle chante au Wiener Hofoper, et remplace la Schröder-Devrient pour le rôle-titre dans Cordelia (de) de Conradin Kreutzer, rôle qu'elle reprendra dans le cadre de sa carrière internationale au Théâtre allemand (de) d'Amsterdam. En 1825, elle se produit à Paris, où elle se forge son nom de scène, Schütz-Oldosi, en composant le nom de son mari et une forme italianisée de son nom de jeune fille. Elle accède vite au rang des premières cantatrices de l'époque, face à une Giuditta Pasta ou une Joséphine Fodor-Mainvielle. En 1828, elle chante au Théâtre italien le rôle d’Elena dans La donna del lago de Rossini, qu'elle donnera aussi au King’s Theatre de Londres.

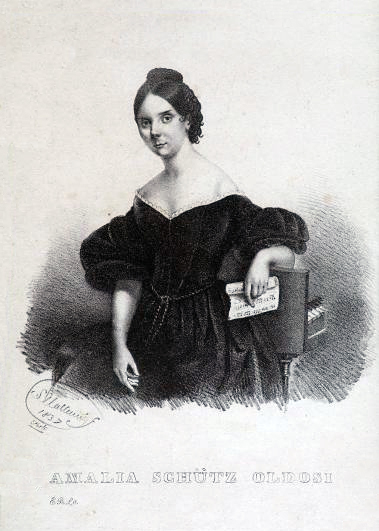
Lithographie de S. Matteucci: Amalia Schütz Oldosi (1837)

Le point culminant de sa carrière est en Italie. En 1830, elle débute à La Scala de Milan comme Giulietta dans I Capuleti e i Montecchi de Vincenzo Bellini. Elle se produit ensuite sur les scènes d'opéra de Naples, Florence, Bologne, Lucques et Rome pour chanter du Rossini, du Bellini et du Donizetti.
En 1835, elle revient à Vienne dans le cadre du Festival de l'opéra italien, et chante de nouveau au Hofoper, dans La sonnambula de Bellini et Anna Bolena de Donizetti. En 1836, elle crée à Naples le rôle de Serafina dans Il campanello di notte de Donizetti.
En 1838, elle se retire de la scène et se consacre uniquement aux concerts. Elle s'installe ensuite comme professeur de chant à Vienne. Elle est encore invitée une fois à Londres, peu de temps avant sa mort.
Elle est enterrée au cimetière St. Helena de Baden.

## Sources
- Ressource relative à la musique :   - Grove Music Online
- Notices dans des dictionnaires ou encyclopédies généralistes :   - Deutsche Biographie
  - Österreichisches Biographisches Lexikon 1815–1950
- Notices d'autorité :   - VIAF
  - ISNI
  - BnF (données)
  - LCCN
  - GND
  - WorldCat
- (de) Constantin von Wurzbach, « Schütz, Amalie », dans Biographisches Lexikon des Kaiserthums Oesterreich, vol. 32, Vienne, L. C. Zamarski (lire sur Wikisource, lire en ligne), p. 133-134
- (de) C. Höslinger, H. Reitterer, « Schütz Amalie », dans Österreichisches Biographisches Lexikon 1815–1950 (ÖBL), t. 11, Wien, Verlag der Österreichischen Akademie der Wissenschaften, 1999 (ISBN 3-7001-2803-7, lire en ligne), p. 299-300 et la page suivante